# Francisco Maria do Prado Lacerda
Francisco Maria de Sousa do Prado de Lacerda (Chamusca, 1 de Janeiro de 1827 — Chamusca, Chamusca, 23 de Fevereiro de 1892) foi o 29.º bispo da Diocese de Angra, tendo-a governado de 1889 a 1891.

## Biografia
D. Francisco Maria do Prado Lacerda foi pároco da sua vila natal, tendo a seu cargo a Igreja Matriz de São Brás. Na sequência de um pedido do 28.º bispo de Angra, D. João Maria Pereira de Amaral e Pimentel, que se sentia cansado e pedia um coadjutor, o governo português apresentou-o 1885, tendo a Santa Sé confirmado no ano seguinte a sua eleição como coadjutor com direito de sucessão, concedendo-lhe o título de bispo de Nilópolis.
Foi sagrado na Sé Catedral de Lisboa a 4 de Abril de 1886, partindo de imediato para a sede episcopal de Angra do Heroísmo, cidade em que deu solene entrada a 10 de Abril de 1886, sendo aí recebido no cais pelo prelado efectivo que lhe proporcionou honras na Sé.
Na sua ida para os Açores foi acompanhado pelo seu irmão, o padre António Maria do Prado Lacerda, que exercia as funções de seu secretário. Esta situação foi de pouca dura, já que pouco depois nomeou seu secretário o padre José dos Reis Fisher, pessoa que teria profunda influência futura na diocese.
Embora como coadjutor tenha exercido uma importante acção, o relacionamento com o titular diocesano foi mau, levando a que nas palavras irónicas do cónego José Augusto Pereira fazendo tudo, mesmo o que não lhe competia e até o que devia supor era contra a vontade do Coadjuvado. Lançou editais, pastorais e provisões sobre a vida da diocese e interessou-se pela disciplina eclesiástica. De carácter inflexível, dirigiu censuras e exigiu a obrigação do Breviário, então já há muito esquecida, sob pena de sujeição a exame de reza. Também não permitia que os clérigos, qualquer que fosse a indumentária, não ostentassem o cabeção eclesiástico.
Na vertente pastoral, publicou uma provisão sobre o suicídio e intensificou a doutrinação cristã dos nubentes. Também regulou os serviços que então se prestavam no coro e no baptistério da Sé Catedral de Angra.
Tentou obter a aquisição do antigo Convento da Graça, em Angra, para instalação do Liceu de Angra, então a funcionar conjuntamente com o recém-criado Seminário Episcopal de Angra no extinto Convento de São Francisco de Angra. Esta iniciativa, apesar do empenho pessoal da rainha D. Amélia de Orleães, gorou-se.
Em 1890 foi a Roma em visita ad Sacra Limina. No regresso fez visita pastoral à ilha de Santa Maria, não podendo visitar então a ilha de São Miguel devido a uma epidemia de varíola que então ali grassava.
Sendo um grande devoto de Nossa Senhora de Lourdes, conseguiu que a Sagrada Congregação dos Ritos, por decreto de 17 de Abril de 1891, permitisse a inclusão no calendário diocesano da festa daquela invocação, a celebrar em cada ano a 11 de Fevereiro.
Estando doente, dirigiu-se às Caldas da Rainha para procurar alívio nas termas daquela localidade. Não o conseguindo, faleceu na vila da Chamusca. Segundo a tradição, a doença resultara de um abraço propositadamente forte que por mandado de um fidalgo que não obtivera do Sr. D. Francisco a readmissão de um seminarista expulso, o prelado recebera durante uma visita pastoral à ilha de São Miguel.